# Podospora dactylina
Podospora dactylina är en sporsäcksvamp som beskrevs 1970 av Nils Lundqvist. Arten ingår i släktet Podospora och familjen Lasiosphaeriaceae. Inga underarter finns listade i Catalogue of Life.